# La Chapelle-Saint-Laurent
La Chapelle-Saint-Laurent is een gemeente in het Franse departement Deux-Sèvres (regio Nouvelle-Aquitaine) en telt 1769 inwoners (2004). De plaats maakt deel uit van het arrondissement Parthenay.

## Geografie
De oppervlakte van La Chapelle-Saint-Laurent bedraagt 28,7 km², de bevolkingsdichtheid is 61,6 inwoners per km².
De onderstaande kaart toont de ligging van La Chapelle-Saint-Laurent met de belangrijkste infrastructuur en aangrenzende gemeenten.

## Demografie
Onderstaande figuur toont het verloop van het inwonertal (bron: INSEE-tellingen).